# 日本・トルコ経済連携協定
日本・トルコ経済連携協定（にほん・トルコけいざいれんけいきょうてい、英語: Japan–Turkey Economic Partnership Agreement, Japan–Turkey EPA）とは、日本とトルコとの間で交渉中の経済連携協定（EPA）。

## 交渉開始まで
2011年7月19日、玄葉光一郎外務大臣、枝野幸男経済産業大臣は，来日中のザフェル・チャーラヤン・トルコ経済大臣と会談を行い，両国間で，経済連携協定（EPA）に関する共同研究を立ち上げることに合意した。
2012年11月20日から21日まで、トルコのアンカラにおいて共同研究会の第1回会合、2013年2月26日から27日まで、東京において第2回会合が開催された。
2013年7月31日に、日本国とトルコ共和国との間の経済連携協定(EPA)に向けた共同研究報告書の発表された。
2014年1月7日の日・トルコ首脳会談において日・トルコ経済連携協定の政府間交渉を開始することが合意された。

## 交渉経過
| #              | 日付                | 開催場所         | 出典   |
| -------------- | ------------------- | ---------------- | ------ |
| 第1回交渉会合  | 2014年12月1-2日     | 日本、東京       | [ 7 ]  |
| 第2回交渉会合  | 2015年4月13-17日    | トルコ、アンカラ | [ 8 ]  |
| 第3回交渉会合  | 2015年9月7-10日     | 日本、東京       | [ 9 ]  |
| 第4回交渉会合  | 2016年1月25-27日    | トルコ、アンカラ | [ 10 ] |
| 第5回交渉会合  | 2016年6月27-30日    | 日本、東京       | [ 11 ] |
| 第6回交渉会合  | 2017年1月23-26日    | トルコ、アンカラ | [ 12 ] |
| 第7回交渉会合  | 2017年9月27-29日    | 日本、東京       | [ 13 ] |
| 第8回交渉会合  | 2018年1月30-2月1日  | トルコ、アンカラ | [ 14 ] |
| 第9回交渉会合  | 2018年4月11-13日    | 日本、東京       | [ 15 ] |
| 第10回交渉会合 | 2018年6月11-13日    | トルコ、アンカラ | [ 16 ] |
| 第11回交渉会合 | 2018年9月4-7日      | 日本、東京       | [ 17 ] |
| 第12回交渉会合 | 2018年12月18-21日   | トルコ、アンカラ | [ 18 ] |
| 第13回交渉会合 | 2019年2月12-15日    | 日本、東京       | [ 19 ] |
| 第14回交渉会合 | 2019年4月2-5日      | トルコ、アンカラ | [ 20 ] |
| 第15回交渉会合 | 2019年6月17-21日    | 日本、東京       | [ 21 ] |
| 第16回交渉会合 | 2019年8月6-9日      | トルコ、アンカラ | [ 22 ] |
| 第17回交渉会合 | 2019年9月30-10月4日 | 日本、東京       | [ 23 ] |

2019年10月2日の日本経済新聞　電子版は、10月22日の即位礼正殿の儀に出席する予定のトルコのレジェップ・タイイップ・エルドアン大統領との首脳会談で、安倍晋三首相はEPAの大枠合意をめざすと報道した。その後、エルドアン大統領の来日は、シリア北部で9日から行っている軍事作戦の対応のため中止となり、即位礼正殿の儀にはメフメット・ヌリ・エルソイ文化観光大臣が出席したが、EPAの大枠合意はされなかった。2024年9月18日現在は、2019年9月開催の第17回会合が最後の会合となっている。